# Třinec
Třinec (cehă: [ˈtr̝̊ɪnɛts] ⓘ, în poloneză Trzyniec [ˈtʂɨɲɛt͡s] ⓘ, în germană Trzynietz) este o comună și un oraș în districtul Frýdek-Místek din regiunea Moravia-Silezia din Cehia. Are o populație de aproximativ 34.000 de locuitori și este orașul statutar cel mai puțin populat din Cehia.
Orașul este un important centru cultural al minorității poloneze din Transolza, care reprezintă 12,1% din populație (în 2021).
Este remarcabil pentru Uzinele siderurgice Třinec (în cehă Třinecké železárny, în poloneză Huta trzyniecka=), cea mai mare oțelărie din țară, care are încă un impact major asupra orașului, caracterului său, demografiei și calității aerului.

## Diviziuni administrative
Třinec este alcătuit din 13 diviziuni administrative (între paranteze este populația conform recensământului din 2021):
- Dolní Líštná⁠(d) (3597)
- Guty⁠(d) (836)
- Horní Líštná⁠(d) (400)
- Kanada (1044)
- Karpentná⁠(d) (787)
- Kojkovice⁠(d) (342)
- Konská (1635)
- Lyžbice⁠(d) (14.467)
- Nebory⁠(d) (1848)
- Oldřichovice⁠(d) (3118)
- Osůvky (446)
- Staré Město⁠(d) (4797)
- Tyra⁠(d) (465)

## Etimologie
Numele Třinec este de origine topografică, derivat din cuvântul slav pentru stuf (în poloneză: trzcina, în cehă: třtina).

## Geografie
Třinec se află la aproximativ 22 kilometri (14 mi) est de Frýdek-Místek și la 30 kilometri (19 mi) sud-est de Ostrava. Se află în regiunea istorică Silezia Cieszynului, la granița cu Polonia și, de asemenea, în apropierea graniței cu Slovacia, care este la aproximativ 20 kilometri (12 mi) față de centrul orașului.
Třinec se află pe râul Olza. Pârâul Tyra curge prin teritoriul comunei și se varsă în Olza în centrul orașului. Zona cu construcții se află la o altitudine de aproximativ 300 metri (980 ft) deasupra nivelului mării. Partea de nord a teritoriului comunei se află la poalele dealurilor Podbeskydy (în cehă: Podbeskydská pahorkatina). Partea sudică, care este slab populată, se află în Munții Beschizi (Beskydy) din Moravia-Silezia (în cehă: Moravsko-sliezske Beskydy), care aparține de asemenea ariei protejate Beskydy. Granița comunei se întinde de-a lungul vârfurilor mai multor munți, inclusiv Ostrý (cu o altitudine de 1.044 metri (3.425 ft) cel mai înalt punct din Třinec), Smrčina cu o altitudine de 1.015 metri (3.330 ft), Šindelná cu o altitudine de 1.000 metri (3.300 ft) și Javorový cu o altitudine de 1.032 metri (3.386 ft).

### Climă
Třinec are o climă continentală umedă (Cfb în clasificarea climatică Köppen).
| Date climatice pentru Třinec                                                  | Date climatice pentru Třinec | Date climatice pentru Třinec | Date climatice pentru Třinec | Date climatice pentru Třinec | Date climatice pentru Třinec | Date climatice pentru Třinec | Date climatice pentru Třinec | Date climatice pentru Třinec | Date climatice pentru Třinec | Date climatice pentru Třinec | Date climatice pentru Třinec | Date climatice pentru Třinec | Date climatice pentru Třinec |
| Luna                                                                          | Ian                          | Feb                          | Mar                          | Apr                          | Mai                          | Iun                          | Iul                          | Aug                          | Sep                          | Oct                          | Nov                          | Dec                          | Anual                        |
| ----------------------------------------------------------------------------- | ---------------------------- | ---------------------------- | ---------------------------- | ---------------------------- | ---------------------------- | ---------------------------- | ---------------------------- | ---------------------------- | ---------------------------- | ---------------------------- | ---------------------------- | ---------------------------- | ---------------------------- |
| Maxima medie °C (°F)                                                          | −0.1 (31,8)                  | 1.6 (34,9)                   | 6.5 (43,7)                   | 12.9 (55,2)                  | 17.2 (63)                    | 20.3 (68,5)                  | 22.1 (71,8)                  | 22.2 (72)                    | 17.4 (63,3)                  | 12.4 (54,3)                  | 7.2 (45)                     | 1.7 (35,1)                   | 11,78 (53,21)                |
| Media zilnică °C (°F)                                                         | −2.8 (27)                    | −1.6 (29,1)                  | 2.4 (36,3)                   | 8.2 (46,8)                   | 12.9 (55,2)                  | 16.4 (61,5)                  | 18.2 (64,8)                  | 17.9 (64,2)                  | 13.4 (56,1)                  | 8.8 (47,8)                   | 4.4 (39,9)                   | −0.7 (30,7)                  | 8,13 (46,63)                 |
| Minima medie °C (°F)                                                          | −5.9 (21,4)                  | −5.1 (22,8)                  | −1.8 (28,8)                  | 2.9 (37,2)                   | 7.9 (46,2)                   | 11.6 (52,9)                  | 13.6 (56,5)                  | 13.2 (55,8)                  | 9.3 (48,7)                   | 5.4 (41,7)                   | 1.6 (34,9)                   | −3.2 (26,2)                  | 4,13 (39,43)                 |
| Precipitații mm (inches)                                                      | 70 (2.76)                    | 65 (2.56)                    | 75 (2.95)                    | 76 (2.99)                    | 115 (4.53)                   | 119 (4.69)                   | 139 (5.47)                   | 102 (4.02)                   | 101 (3.98)                   | 72 (2.83)                    | 71 (2.8)                     | 69 (2.72)                    | 1.074 (42,28)                |
| Sursă: https://en.climate-data.org/europe/czech-republic/trinec/trinec-44574/ |                              |                              |                              |                              |                              |                              |                              |                              |                              |                              |                              |                              |                              |

## Istorie

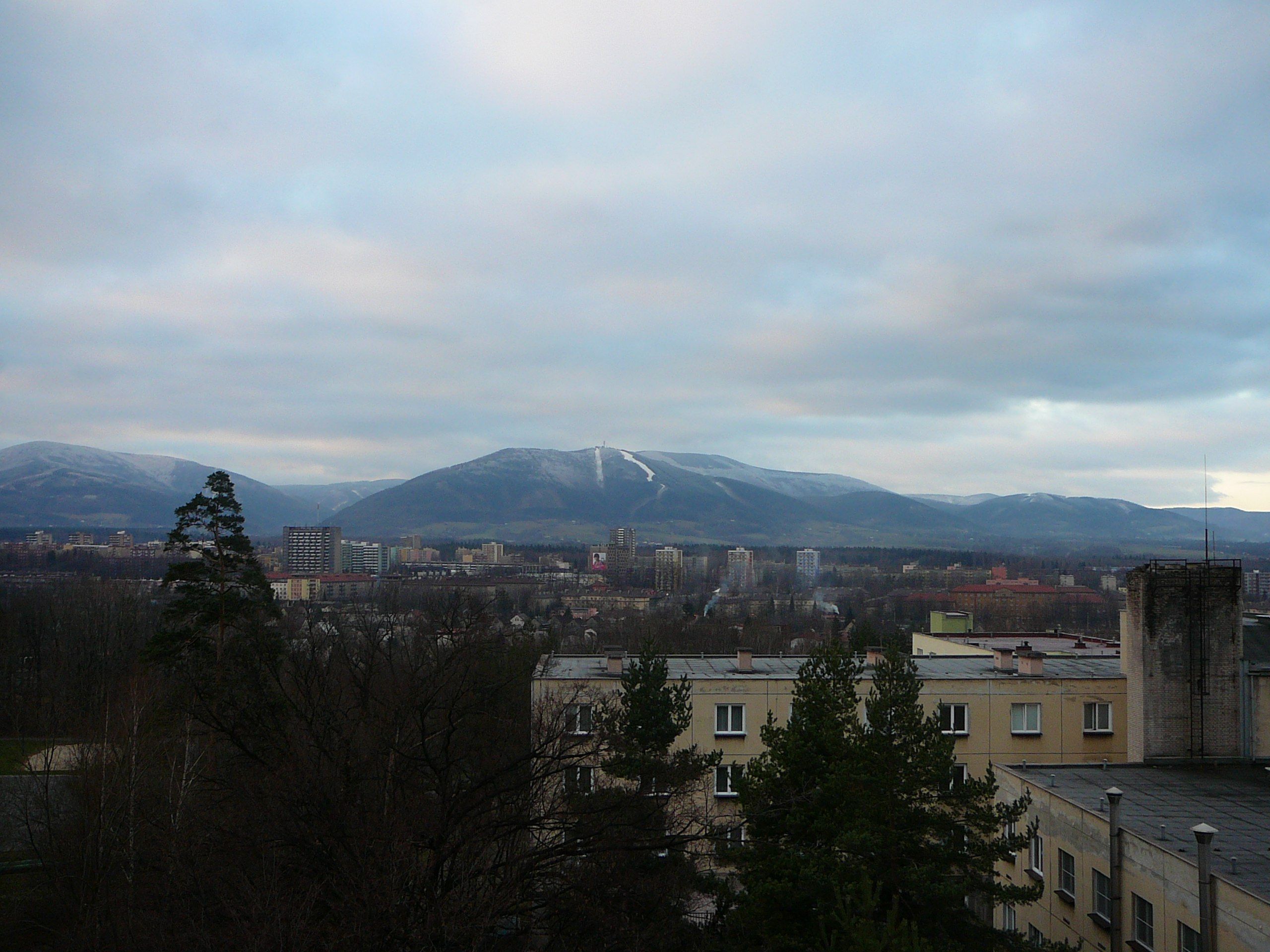
Vedere a orașului cu Munții Beskydy Moravia-Silezia în spate

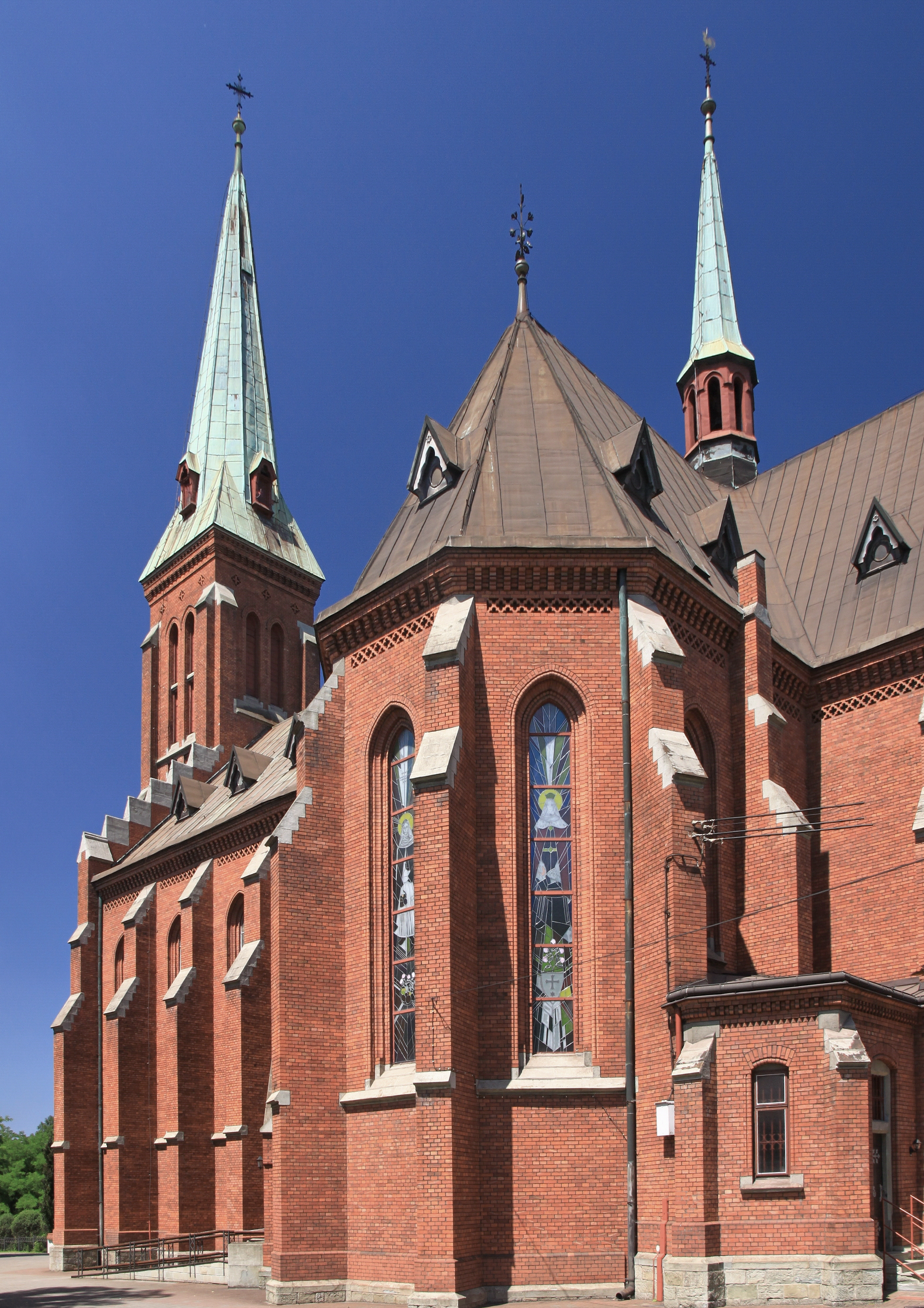
Biserica „Sfântul Albert”

Prima mențiune scrisă a lui Třinec datează din anul 1444, dar satul a fost probabil fondat deja în a doua jumătate a secolului al XIV-lea.
Politic, satul a aparținut inițial Ducatului de Teschen, format în 1290 ca urmare a fragmentării feudale a Poloniei și a fost condus de o ramură locală a dinastiei Piast. În 1327, ducatul a ajuns să fie o feudă a Regatului Boemiei, care după anul 1526 a devenit o parte a monarhiei habsburgice.
În 1770, satul avea o populație de aproximativ 200 de locuitori și era complet agricol.
Zona a fost bogată în zăcăminte de minereu de fier și a avut suficientă energie hidr(aul)ică și o cantitate mare de lemn, acestea fiind principalele motive pentru înființarea unei fierării acolo. Aceasta a început să funcționeze în 1839, devenind cea mai mare din întreaga Silezie a Cieszynului și a devenit un reper major în istoria satului, care s-a reorientat către industrie. După construcția liniei de cale ferată Košice–Bohumín în 1871, orașul s-a dezvoltat rapid.
După revoluțiile din 1848 din Imperiul Austriac, în Silezia austriacă reînființată a fost introdusă o diviziune municipală modernă. Satul, ca municipalitate, a fost adăugat districtului politic și juridic al orașului Cieszyn. 
Conform recensămintelor efectuate în perioada 1880–1910, populația municipiului a crescut de la 1.792 în 1880 la 3.849 în 1910, majoritatea fiind vorbitori nativi de limbă poloneză (crescând de la 51,4% în 1880 la 96,6% în 1900 și 96% în 1910), însoțită de o minoritate vorbitoare de limbă germană (cel mult 32,5% în 1880, apoi scăzând la 12,2% în 1900 și până la 24,3% în 1910) și vorbitori de cehă (atingând un vârf în 1890 la 17,4%, apoi scăzând la 6,7% în 1910). În privința religiei, în 1910 majoritatea erau romano-catolici (63,2%), urmați de protestanți (34,5%) și evrei (1,9%).
Satul a fost locuit în mod tradițional și de vlahii din Cieszyn, care vorbeau dialectul silezian din Cieszyn⁠(d).
După Primul Război Mondial, căderea Austro-Ungariei, Războiul Polono-Cehoslovac și divizarea Sileziei Cieszynului în 1920, a devenit parte a Cehoslovaciei. În 1931, Třinec a fost promovat la rangul de oraș.
După Acordul de la München din octombrie 1938, împreună cu regiunea Transolza, a fost anexat de Polonia, devenind parte a comitatului Cieszyn din voievodatul Silezia. Apoi a fost anexat de Germania nazistă la începutul celui de-Al Doilea Război Mondial. După război, a fost restituit Cehoslovaciei.
În 1946, satele Lyžbice⁠(d), Dolní Líštná⁠(d) și Konská au fost unite cu Třinec. În perioada 1956–1977, în Lyžbice a fost construit un mare complex rezidențial, care a devenit cea mai populată parte a orașului Třinec. Ulterior, Lyžbice a devenit un nou centru al orașului, luând locul orașului Staré Město (lit. „orașul vechi”).
Localitățile Guty, Karpentná, Nebory, Oldřichovice, Ropice⁠(d), Tyra și Vendryně⁠(d) au fost alăturate comunei Třinec în 1980. Cu toate acestea, Vendryně a devenit o comună independentă în 1995, iar Ropice în 2000.
În 2018, Třinec a devenit un oraș statutar.

## Economie

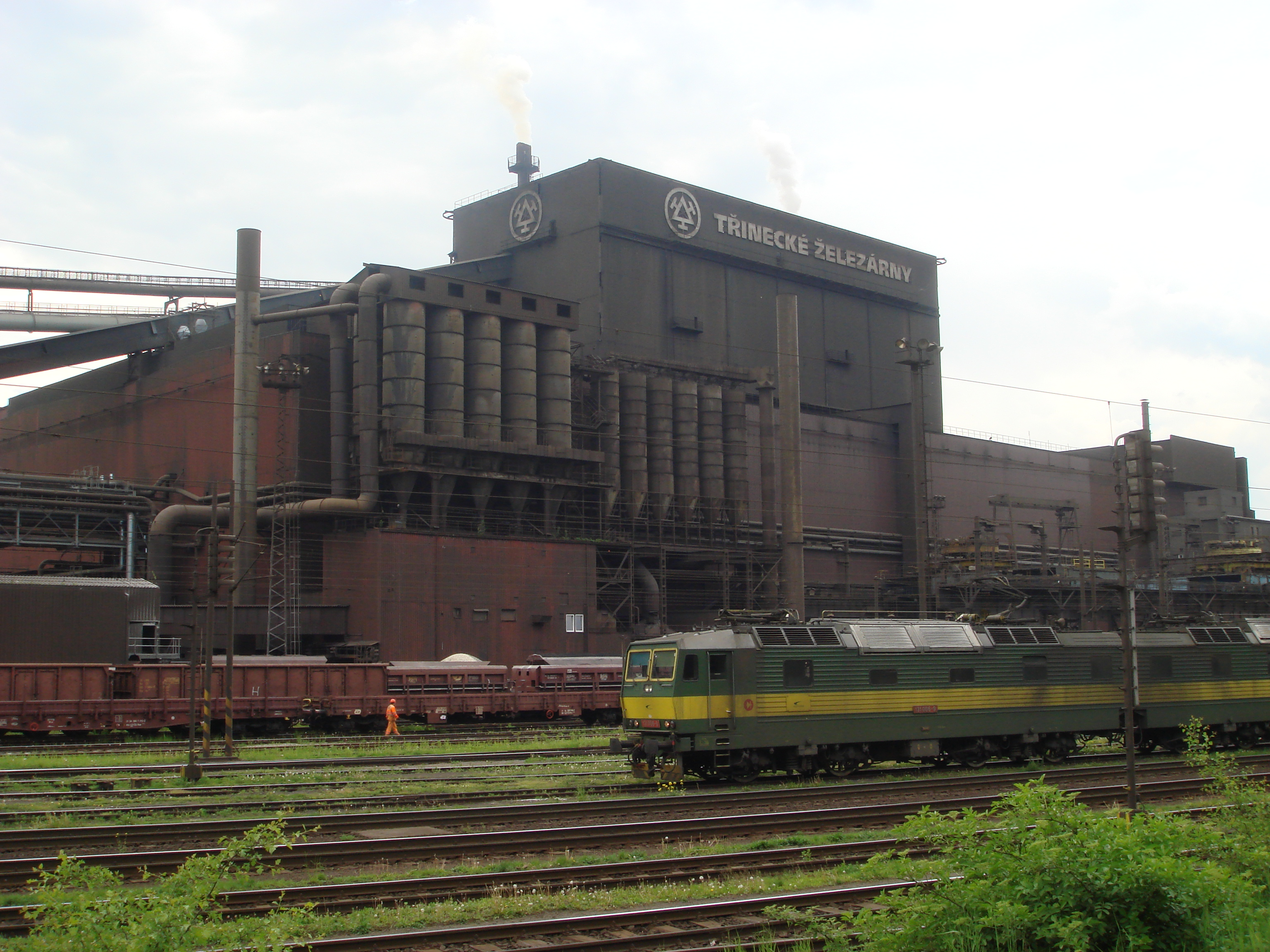
Uzinele siderurgice Třinec

Compania siderurgică Třinec este unul dintre cei mai mari angajatori din Cehia. Împreună cu fabricile de producție mai mici din afara orașului Třinec, compania a avut 7.000 de angajați (în 2021).

## Cultură

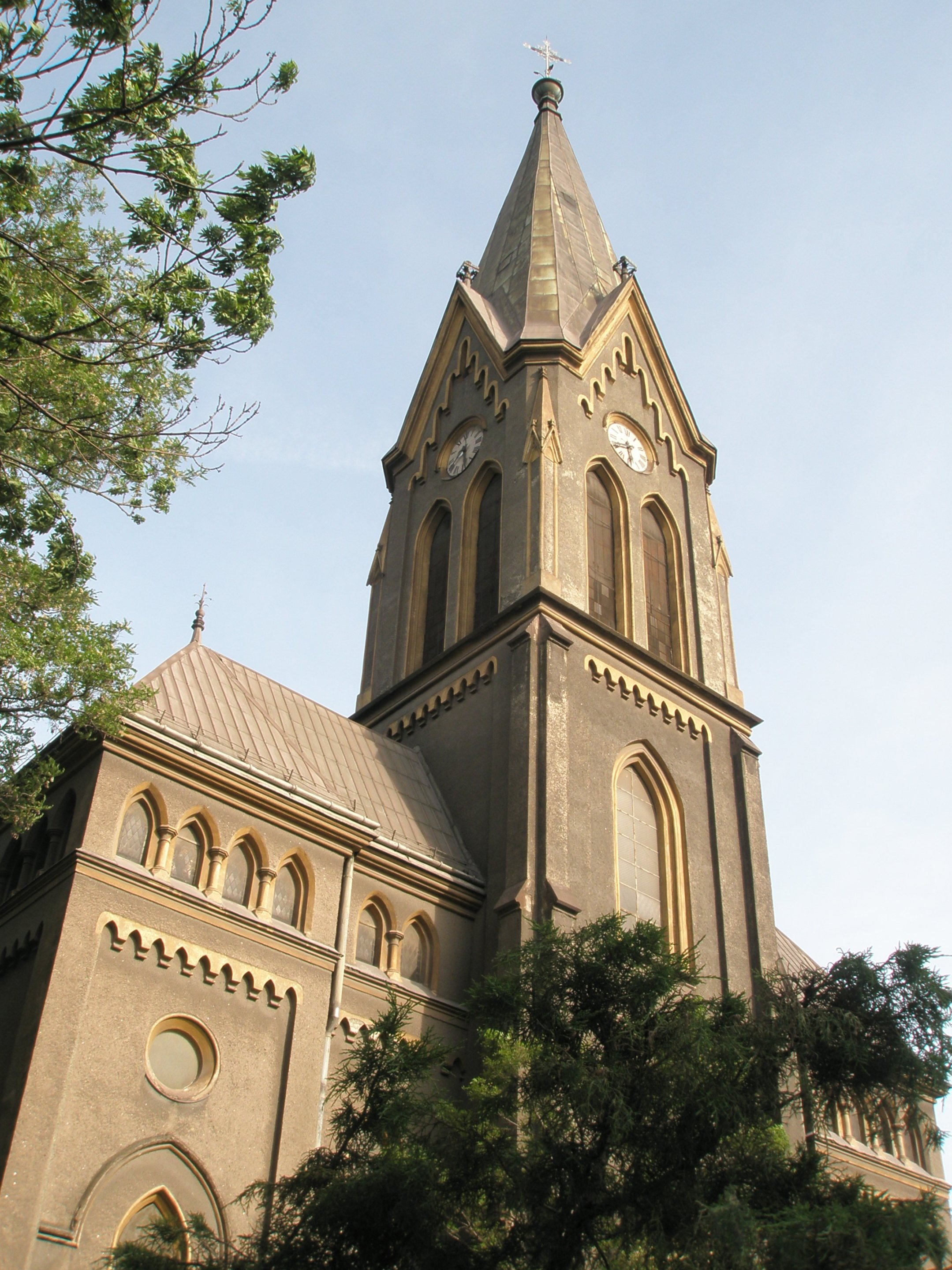
Biserica a orașului

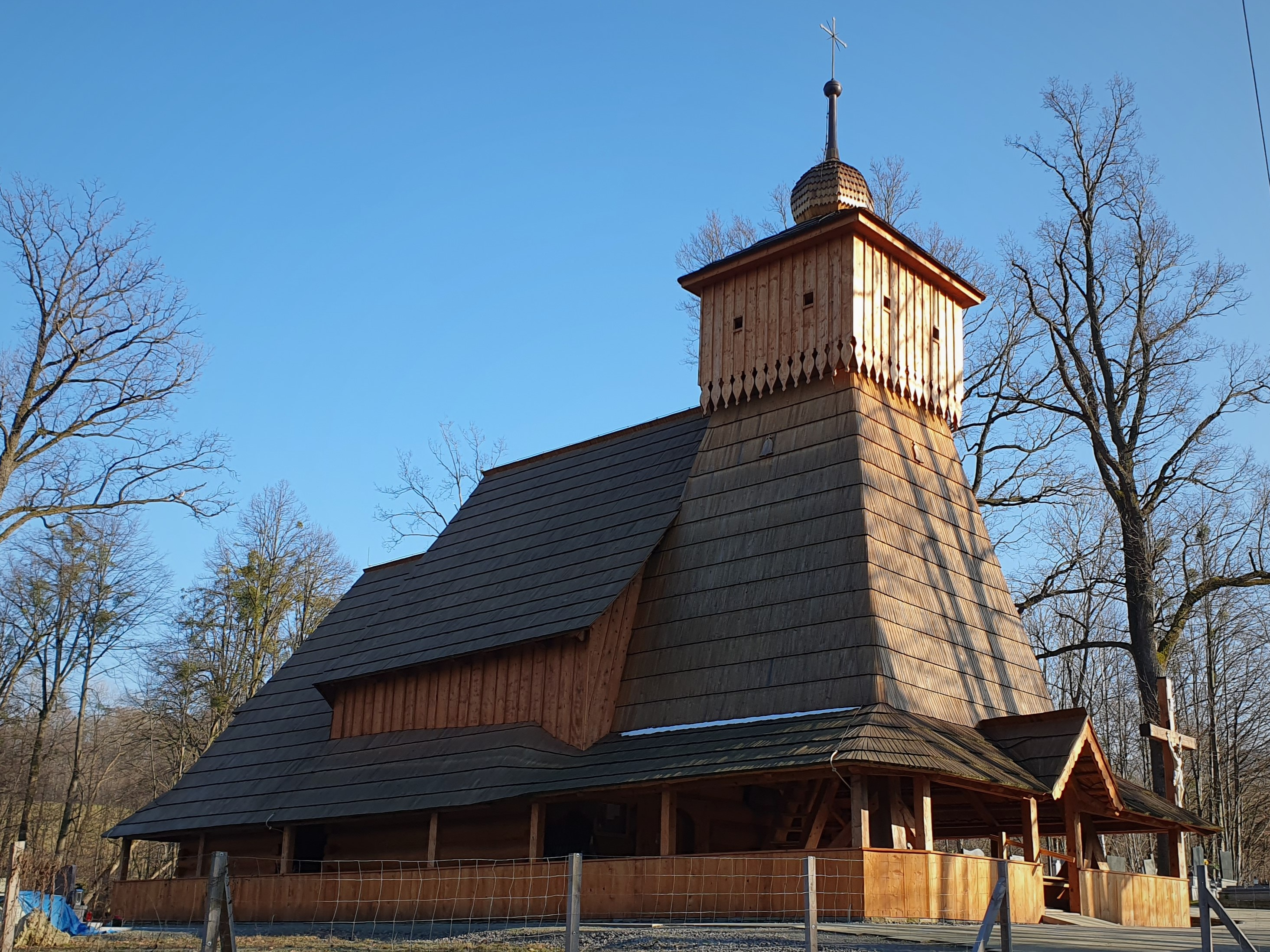
Replică a Bisericii „Corpus Cristi”

Cel mai mare eveniment al anului este Hutnický den („Ziua Metalurgiei”), care găzduiește numeroase spectacole live ale unor trupe și artiști din Cehia și din străinătate. Are loc anual în luna mai, dar nu a fost organizat în anii 2020 și 2021.
Din 1993 până în 2012, aici a avut loc în fiecare an unul dintre cele mai vechi și mai faimoase festivaluri de rock din Cehia, Noc plná hvězd („Noaptea plină de stele”). 

## Sport
Orașul este reprezentat de echipa de hochei pe gheață HC Oceláři Třinec⁠(d), care joacă în Extraliga Cehă din 1995 pe care a câștigat-o de patru ori. Oceláři (Oțelarii) joacă meciurile de acasă pe Werk Arena⁠(d), care a fost inaugurată în 2014 și are o capacitate de 5.400 de locuri. Arena a găzduit, de asemenea, echipa Cehiei⁠(d) înGrupa Mondială a Cupei Davis din 2016.
Echipa de fotbal a orașului, FK Třinec⁠(d), joacă în Liga de fotbal Moravia-Silezia (al treilea eșalon de fotbal din Cehia).
Clubul de floorball FBC Třinec⁠(d) joacă în prima ligă feminină⁠(d) din 2023 și în a treia ediție a competiției masculine. Echipa își joacă meciurile de acasă în arena Sports Hall STARS Třinec⁠(d).
În Třinec se află și un club de atletism, fondat în 1951.
Printre alte sporturi cu tradiție în Třinec se numără orientarea, halterele, luptele greco-romane, ciclismul rutier și șahul.

## Obiective turistice
Třinec este sărac în monumente. Principalul obiectiv turistic istoric este Biserica „Sfântul Albert”, construită în anii 1880.
O clădire notabilă este Biserica din lemn „Corpus Cristi” din Guty. Biserica originală din secolul al XVI-lea a fost distrusă de un incendiu provocat în 2017. În 2021, o replică a bisericii fost finalizată în același loc.

În 1969, Uzina Siderurgică Třinec a deschis un muzeu al companiei, care este administrat în comun cu orașul din 1992, fiind muzeul atât al companiei, cât și al orașului.

## Persoane notabile

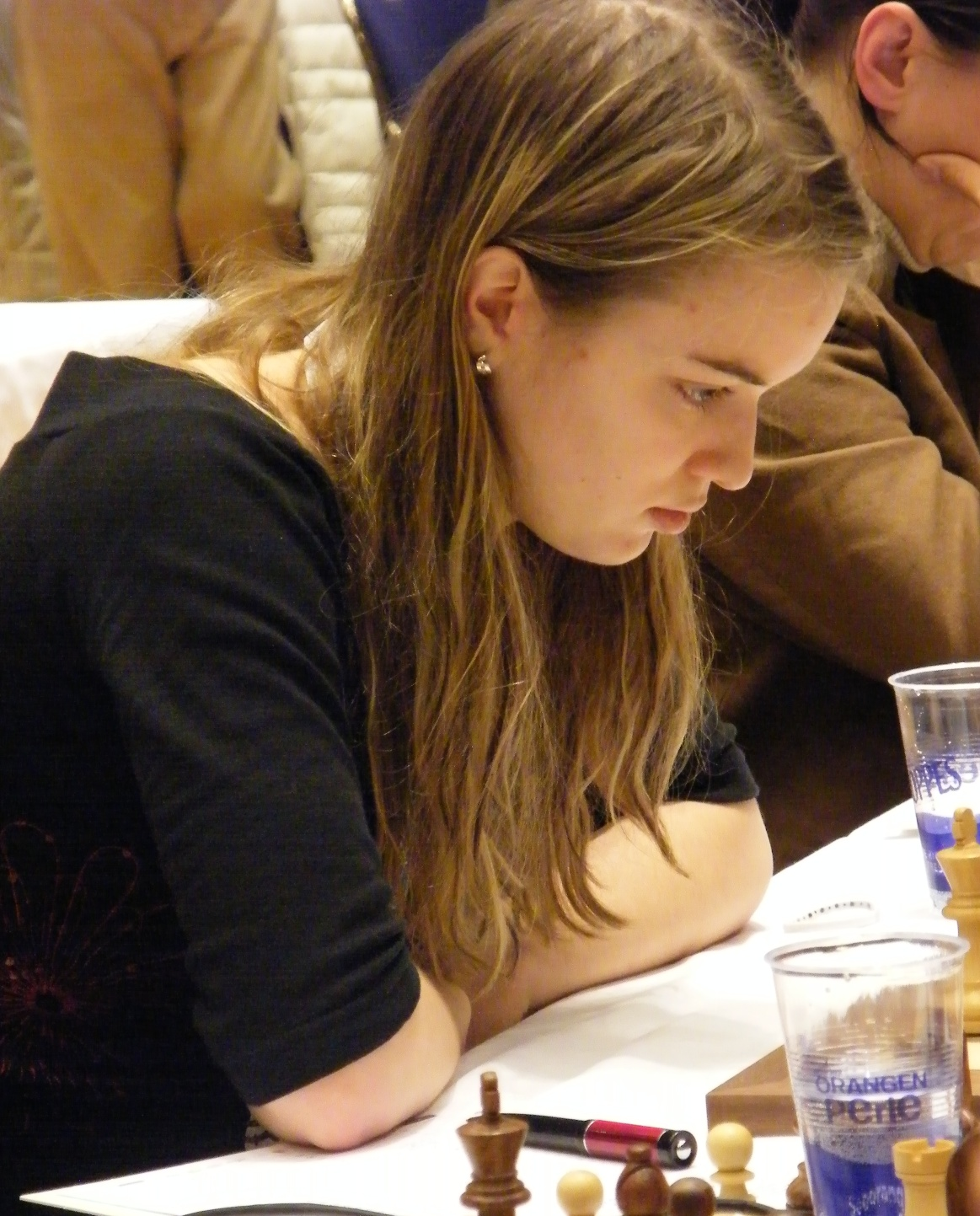
Sona Pertlova

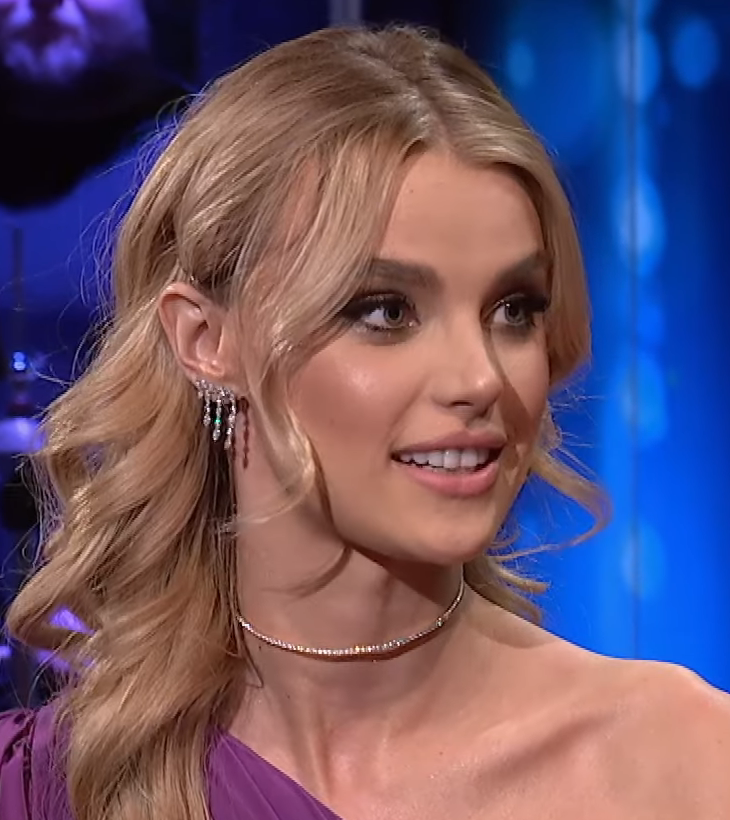
Krystyna Pyszková

- Jan Kubisz⁠(d) (1848–1920), educator și poet polonez
- Józef Buzek⁠(d) (1873–1936), statistician și om politic polonez
- Jan Buzek⁠(d) (1874–1940), medic și om politic polonez
- Paweł Kubisz⁠(d) (1907–1968), poet și scriitor polonez
- Adam Wawrosz⁠(d) (1913–1971), poet și scriitor polonez
- Tadeusz Kraus⁠(d) (1932–2018), fotbalist
- Stanisław Zahradnik⁠(d) (născut în 1932), istoric
- Eduard Ovčáček⁠(d) (născut în 1933), artist
- Karol Daniel Kadłubiec⁠(d) (născut în 1937), etnograf polonez
- Michaela Dolinová⁠(d) (născută în 1964), actriță și prezentatoare TV
- Petr Šiška⁠(d) (născut în 1965), prezentator TV și muzician
- Petr Pravec⁠(d) (n. 1967), astronom
- Roman Sikora⁠(d) (născut în 1970), dramaturg
- Jana Cieslarová⁠(d) (născută în 1971), orientatoare
- Edvard Lasota⁠(d) (n. 1971), fotbalist
- Vojtěch Kučera⁠(d) (născut în 1975), poet
- Czeslaw Walek⁠(d) (născut în 1975), avocat și activist LGBT
- Martin Staszko⁠(d) (născut în 1976), jucător profesionist de poker
- Lenka Cenková⁠(d) (născută în 1977), jucătoare de tenis
- David Szurman⁠(d) (născut în 1981), dansator pe gheață
- Lukáš Rakowski⁠(d) (născut în 1982), patinator artistic
- Václav Svěrkoš (născut în 1983), fotbalist
- Tomáš Klus⁠(d) (născut în 1986), muzician
- Soňa Pertlová⁠(d) (1988–2011), șahistă
- Ewa Farna (născută în 1993), cântăreață poloneză-cehă
- Krystyna Pyszková⁠(d) (născută în 1999), fotomodel, Miss World 2023⁠(d)
- Adam Gawlas⁠(d) (născut în 2002), jucător de darts

## Orașe înfrățite–orașe gemene
Třinec este înfrățit cu:
- Bielsko-Biała, Polonia
- Žilina, Slovacia